# Lhopeurasan
Lhopeurasan är en kulle i Indonesien.   Den ligger i provinsen Aceh, i den västra delen av landet, 1 700 km nordväst om huvudstaden Jakarta. Toppen på Lhopeurasan är 236 meter över havet.
Terrängen runt Lhopeurasan är kuperad åt nordost, men åt sydväst är den platt.Runt Lhopeurasan är det glesbefolkat, med 18 invånare per kvadratkilometer. I omgivningarna runt Lhopeurasan växer i huvudsak städsegrön lövskog.